# 黒河内真衣子
黒河内 真衣子（くろごうち まいこ、1985年 - ）は、日本のファッションデザイナー。
長野県生まれ。文化服装学院卒業後、三宅一生が設立した三宅デザイン事務所入社。
2010年 黒河内デザイン事務所設立、自身のブランド「mame(マメ)」を立ち上げる。
2017年 自身のブランドであるmameが2018-19年秋冬、パリ・ファッション・ウィークにおいてパリ・コレクション初参加。

## 受賞歴
- 2014年 32回 毎日ファッション大賞 新人賞・資生堂奨励賞[4]
- VOGUE JAPAN Women of the Year 2015, Rising Star of the Year supported by Wacoal[5]
- 2017年 第1回 FASHION PRIZE OF TOKYO[6]
- 2023年 41回 毎日ファッション大賞 大賞[7]